# La Robe rose
Âgé de 23 ans en 1864, le peintre impressionniste Frédéric Bazille, peint La Robe Rose.
Le tableau représente la cousine du peintre, Thérèse des Hours, assise sur le rebord de pierre bordant la terrasse de la propriété familiale du Domaine de Méric, situé à Montpellier, et face au village de Castelnau-le-Lez, dans le département de l'Hérault. 
La jeune fille est représentée portant un tablier noir sur une simple robe à rayures roses et gris argenté, tournant légèrement le dos au spectateur. Pour mieux mettre en valeur le village à l'arrière-plan que contemple la jeune fille, Frédéric Bazille use d'un procédé cher à l'école de Barbizon en encadrant cet arrière-plan, illuminé par le soleil du Midi, par des arbres sombres qui dirigent le regard sur lui. 

## Dimensions et conservation
Les dimensions de la toile, conservée au Musée d'Orsay, sont une hauteur de 147 cm sur une largeur de 110 cm. 

## Inspiration au domaine familial
Le Domaine de Méric, à Montpellier, propriété familiale, lui servira aussi de décor pour ses toiles Réunion de famille (1867) ou Vue de village (1868).

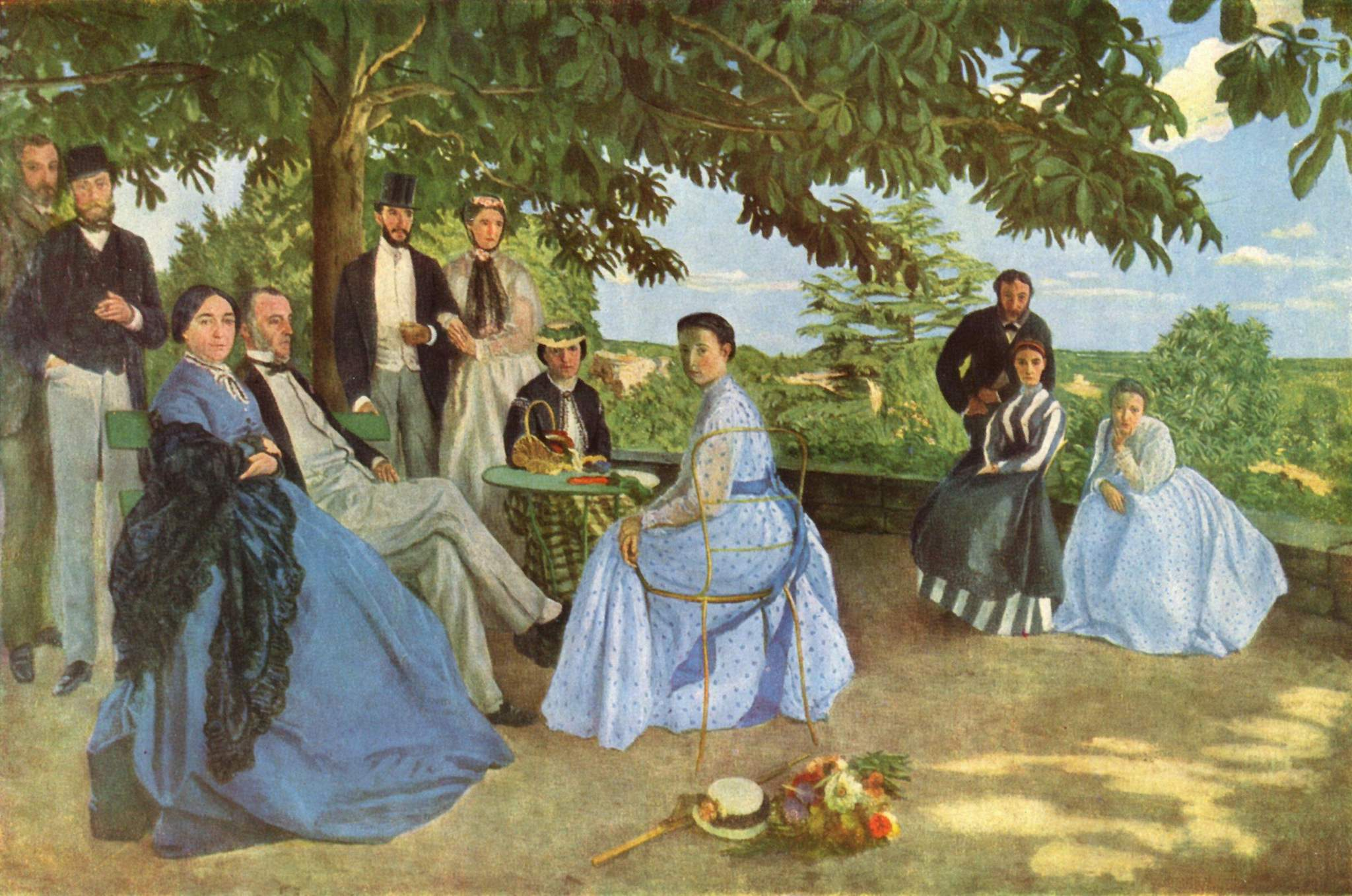
Réunion de famille (1867), huile sur toile, 152 × 230 cm, Musée d'Orsay, Paris.
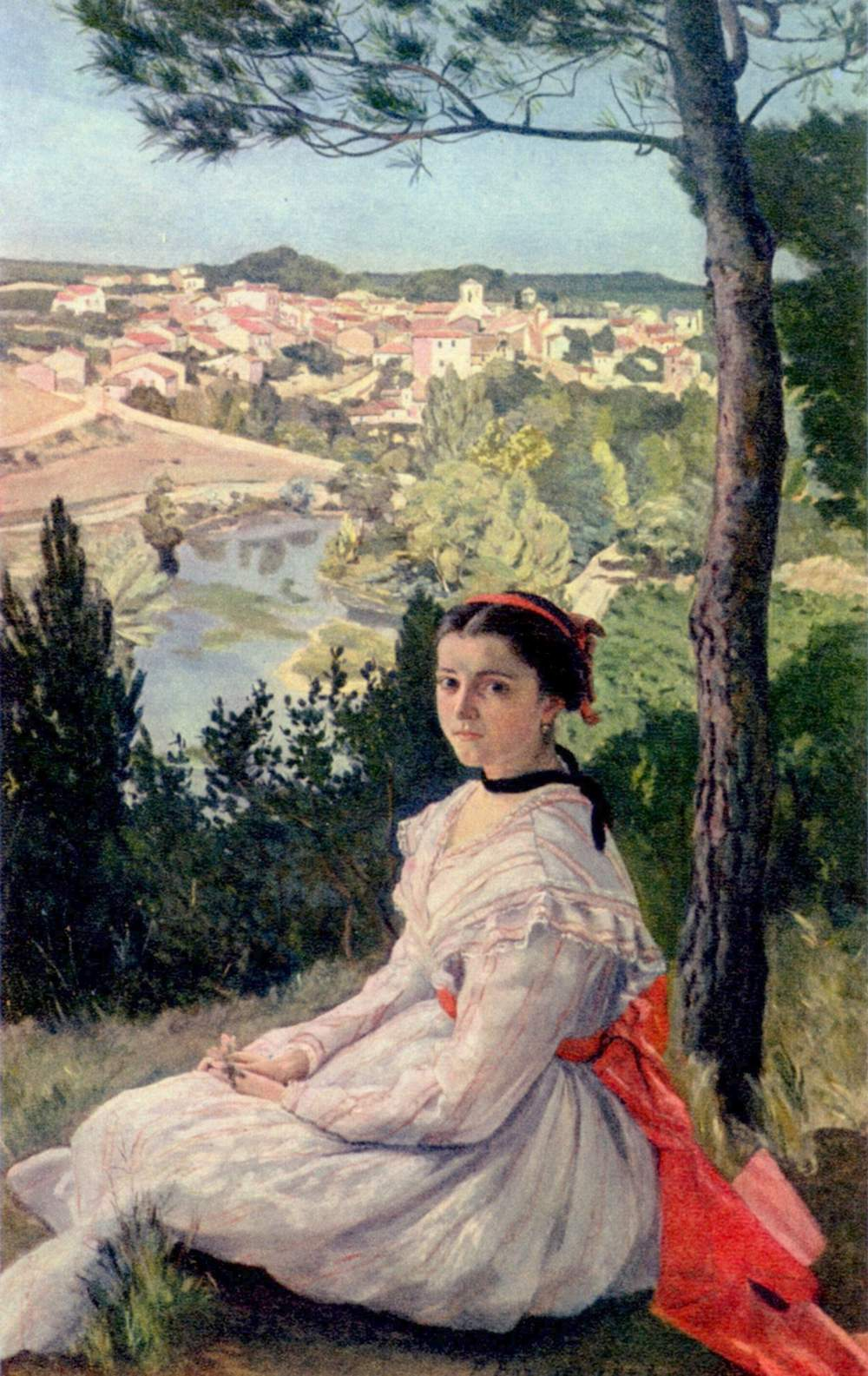
Vue de village (1868), huile sur toile, 130 × 89 cm, Musée Fabre, Montpellier.

Le Domaine de Méric appartient maintenant à la ville de Montpellier.